# Mary Beth Ellis
Pour les articles homonymes, voir Ellis.
Mary Beth Ellis née le 12 juillet 1977 à Washington aux États-Unis est une triathlète professionnelle américaine, spécialiste des longues distances et  multiple vainqueur sur compétitions Ironman. Vice-championne du monde d'Ironman 70.3 en 2008 et 2009, championne du monde longue distance en 2015. elle est nommée triathlète féminine des années 2011 et 2012 par la Fédération nationale des États-Unis de triathlon.

## Biographie

### Jeunesse
Mary Beth Ellis est né à Washington et a grandi à Rehoboth Beach et Lewes, dans le Delaware. Elle suit une scolarité à Lawrenceville School, où elle  pratique des sports comme la natation, le golf, le hockey sur gazon, et l'athlétisme. Elle poursuit ses études au collèges puis à l'Université Northwestern  et se spécialise dans le génie industriel et obtient une  de maîtrise en marketing.  Elle fait partie de l'équipe de cross-country de l'université. Après ses études, elle déménage dans le Colorado, où elle  participe à des semi-marathons et des marathons,  tout en travaillant à temps plein.

### Carrière en triathlon
En 2005, il lui est diagnostiqué de  l'arthrose articulaire au genou droit, elle se tourne alors vers le triathlon, le vélo lui permettant de  réduire une partie des contraintes dues à ce handicap. Elle connait rapidement quelques succès lors de sa première année de compétition sur courte distance, ce qui lui permet de devenir professionnelle et de quitter son emploi. Grâce à son entraineur Siri Lindley, elle participe à des compétitions internationales organisé par la fédération internationale de triathlon (UIT). N'ayant pas réussi à se qualifier pour les Jeux olympiques d'été 2008, elle se tourne vers les triathlons longues distances,  qui lui semble plus adaptés à ses compétences.
Mary Beth Ellis débute en 2008 dans des Ironman 70.3  et connait un succès immédiat remportant sa première course 70.3 à Lake Stevens. Elle finit 2e cette année des championnats du monde Ironman 70.3. Elle renouvelle sa  2e place lors  du championnat 2009. L'année suivante, en 2010, elle n'a aucun bon résultat en partie à cause d'un sur-entraînement. Pendant l'inter-saison, elle prend Brett Sutton comme  entraîneur et rejoint la Team TBB. Dès l'année qui suit elle remporte l'Ironman Autriche  avec le troisième temps le plus rapide jamais réalisé par une femme sur la distance. En 2012, au sommet de sa forme, elle remporte l'Ironman Texas, le championnat des États-Unis à l'Ironman New York, l'Ironman Cozumel au Mexique. En 2013, elle continue sur des réussites et remporte l'Ironman 70.3 en Floride, défend son titre avec succès au triathlon EDF Alpe d'Huez en France, remporte également l'Ironman France et l'Ironman Mont-Tremblant au Canada.
Le 9 septembre 2013, lors de sa préparation pour le championnat du monde d'Ironman à  Kona, elle se casse la clavicule dans un accident de vélo à Cozumel, au Mexique. Après la blessure, elle estime qu'elle ne sera pas prête à participer à l'édition 2013, mais après avoir subi une intervention chirurgicale, elle s'attache à un plan de récupération de quatre à six mois avec l'objectif de participer à la course de Kona. Elle utilise la médiatisation de son accident pour recueillir des fonds pour l'institut de recherche Steadman Philippon, le plus grand et le plus ancien organisme sans but lucratif pour la recherche des blessures sportives. Lors de la course en octobre 2013, elle revient de la partie vélo en 15e position, mais est incapable de terminer et de rivaliser dans la partie marathon.

## Palmarès
Le tableau présente les résultats les plus significatifs (podium) obtenus sur le circuit international de triathlon depuis 2008.
| Année | Compétition                          | Pays       | Position          | Temps           |
| ----- | ------------------------------------ | ---------- | ----------------- | --------------- |
| 2016  | Ironman Mont-Tremblant               | Canada     | Médaille d'or     | 9 h 26 min 37 s |
| 2016  | Ironman Maastricht-Limburg           | Pays-Bas   | Médaille d'or     | 9 h 24 min 42 s |
| 2015  | Triathlon EDF Alpe d'Huez            | France     | Médaille d'argent | 6 h 27 min 47 s |
| 2015  | Championnat du monde longue distance | Suède      | Médaille d'or     | 5 h 24 min 25 s |
| 2015  | Ironman Mont-Tremblant               | Canada     | Médaille d'or     | 9 h 9 min 5 s   |
| 2014  | Ironman Melbourne                    | Australie  | Médaille d'argent | 9 h 2 min 15 s  |
| 2013  | Ironman France                       | France     | Médaille d'or     | 9 h 12 min 54 s |
| 2013  | Ironman Mont-Tremblant               | Canada     | Médaille d'or     | 9 h 7 min 56 s  |
| 2013  | Triathlon EDF Alpe d'Huez XL         | France     | Médaille d'or     | 6 h 20 min 0 s  |
| 2012  | Ironman Mexique                      | Mexique    | Médaille d'or     | 9 h 15 min 18 s |
| 2012  | Ironman New-York                     | États-Unis | Médaille d'or     | 9 h 2 min 48 s  |
| 2012  | Triathlon EDF Alpe d'Huez XL         | France     | Médaille d'or     | 6 h 26 min 26 s |
| 2012  | Ironman Texas                        | États-Unis | Médaille d'or     | 8 h 54 min 58 s |
| 2012  | Ironman 70.3 St-Croix                | États-Unis | Médaille d'argent | 4 h 33 min 34 s |
| 2012  | Ironman 70.3 Floride                 | États-Unis | Médaille d'or     | 4 h 14 min 3 s  |
| 2012  | Ironman 70.3 Pays d'Aix              | France     | Médaille d'or     | 4 h 25 min 17 s |
| 2012  | Ironman 70.3 Norvège                 | Norvège    | Médaille d'or     | 4 h 16 min 9 s  |
| 2012  | Ironman 70.3 Singapore               | Singapour  | Médaille d'or     | 4 h 19 min 35 s |
| 2011  | Ironman Canada                       | Canada     | Médaille d'or     | 9 h 3 min 13 s  |
| 2011  | Ironman Ratisbonne                   | Allemagne  | Médaille d'or     | 9 h 18 min 55 s |
| 2011  | Triathlon EDF Alpe d'Huez XL         | France     | Médaille d'argent | 6 h 46 min 31 s |
| 2011  | Ironman Autriche                     | Autriche   | Médaille d'or     | 8 h 43 min 34 s |
| 2011  | Ironman 70.3 Singapore               | Singapour  | Médaille d'or     | 4 h 21 min 6 s  |
| 2009  | Championnat du monde Ironman 70.3    | États-Unis | Médaille d'argent | 4 h 3 min 49 s  |
| 2009  | Championnats panaméricains           | États-Unis | Médaille d'or     | 2 h 5 min 35 s  |
| 2008  | Championnat du monde Ironman 70.3    | États-Unis | Médaille d'argent | 4 h 4 min 7 s   |
| 2008  | Ironman 70.3 Lake Stevens            | États-Unis | Médaille d'or     | 4 h 33 min 43 s |